# Ван Хуэйу
Ван Хуэйу (кит. 王会悟, пиньинь Wáng Huìwù, май 1898 — 20 октября 1993) — активистка женского движения, одна из первых женщин-организаторов Коммунистической партии Китая, жена Ли Да, одного из основателей КПК и известного философа-марксиста.
Ван Хуэйу родилась в Учжэне, провинция Чжэцзян, в семье школьного учителя, обладателя степени шэнъюань, руководившего местной школой, который и дал ей начальное образование. После его ранней смерти семья обнищала, но Ван Хуэйу удалось продолжить образование в миссионерской женской гимназии Хуцзюнь города Хучжоу. Здесь она выучила английский язык, а также познакомилась с идеями Движения Четвертого мая, особенно касавшимися освобождения женщин. В школе она часто читала журнал «Новая молодежь» и писала письма Чэнь Дусю с поддержкой пропагандируемого журналом «Движения за новую культуру». В 1919 году, по окончании учебы, она переехала в Шанхай, где начала работать секретарем шанхайской Федерации женских кружков (上海女界联合会). В это время у Ли Да были рабочие связи с Федерацией, благодяря чему они и познакомились. Через Мао Дуня, приходившегося ей кузеном, Ван Хуэйу завела знакомства среди молодых марксистов. Осенью 1920 вышла замуж за Ли Да, свадьба состоялась в гостиной дома Чэнь Дусю.

## Партийная работа
В июле 1921 года в Шанхае состоялся Первый съезд Коммунистической партии Китая. На этот момент из пятидесяти семи членов лишь две были женщинами — Мяо Боин и Лю Цинъян; однако Ван Хуэйу принимала активное участие в организации съезда, обеспечила место для его проведения, а когда полицейские совершили облаву на собрание, она тут же организовала повторный созыв съезда на лодке на озере Наньху в г. Цзясин (провинция Чжэцзян), на Западном озере в Чжэцзяне, где делегаты могли сойти за туристов и избежать наблюдения со стороны полиции. Ей также пришла в голову идея раздать всем делегатам кости для маджонга: она сидела на носу судна и в случае приближения других яхт или патрульных катеров стучала бумажным веером по палубе и напевала местную песню, в ответ на что делегаты начинали громко играть в маджонг. Ее решительность и умение решать проблемы завоевали уважение членов партии, что проложило дорогу для ее дальнейшего продвижения.
В этот период коммунисты уделяли внимание революционному потенциалу женщин-работниц, особенно в Шанхае, где их концентрация была выше, чем где бы то ни было. В августе 1921, когда стартовала программа действий партии по женскому вопросу, во главе встали Ван Хуэйу и Гао Цзюньмань (жена Чэнь Дусю). Первым делом ЦК КПК уполномочил их оживить шанхайскую Федерацию женских кружков. К тому моменту организация бездействовала уже год, а председательница, лояльно настроенная по отношению к коммунистам, была не против того, чтобы они использовали ресурсы и репутацию организации для своих целей.
В декабре 1921 года вышел первый номер журнала «Голос женщин» (кит. 妇女声). Аффилиация с легальной женской организацией была преимуществом, поскольку давала коммунистам возможность распространять новый пропагандистский орган на абсолютно законных основаниях. Это был первый спонсируемый коммунистами журнал, который и писали, и редактировали по большей части женщины. Журнал требовал предоставления женщинам права на образование, избирательных прав, права наследования и права на равную оплату труда с мужчинами; предлагал рассматривать женщин, в большинстве своем не обладающих частной собственностью, в качестве пролетариата; были расхожими идеи Энгельса о первобытном матриархате; в позитивном ключе рассматривался контроль рождаемости; освещались забастовки и тяжелые условия труда работниц на фабриках. Главной целевой аудиторией журнала были женщины, прошедшие через Движение 4 мая и обретшие «сознательность», которые должны были стать лидерами для женщин из рабочего класса. Всего вышло 10 номеров журнала.
В начале 1922 года была открыта шанхайская женская школа Пинмин (кит. 上海平民女子学校), директором которой формально считался Ли Да, а фактически все дела вела Ван Хуэйу. Школа предоставляла как современное, научно-ориентированное образование, так и программы трудового обучения, придерживаясь принципа Энгельса о том, что женщины освободятся тогда, когда достигнут экономической независимости. Школа просуществовала недолго, однако подготовила для партии немалое количество женских кадров (например, писательницу Дин Лин).
После контрреволюционного переворота Чан Кайши 1927 г. Ван Хуэйу сменила имя на Ван Сяооу (кит. 王啸鸥) и открыла издательство Бигэньтан, занимавшееся печатью марксистской литературы. С 1933 по 1937 проживала в Пекине, с 1944 — в Чунцине, с 1946 — в Учжэне, а в 1949 коду, после провозглашения КНР отправилась в Пекин, где поступила на службу в Законодательный комитет госсовета КНР.

## Смерть
Ван Хуэйу скончалась в Пекине 20 октября 1993 года в возрасте 95 лет. Сейчас в ее родном Учжене находится мемориальный дом-музей Ван Хуэйу.